# Vor Frelsers Sogn (Horsens)
 For alternative betydninger, se Vor Frelsers Sogn. (Se også artikler, som begynder med Vor Frelsers Sogn)
Vor Frelsers Sogn er et sogn i Horsens Provsti (Århus Stift).
Sognet lå i Horsens købstad, som geografisk hørte til Nim Herred i Skanderborg Amt. Ved kommunalreformen i 1970 indgik købstaden i Horsens Kommune.
I Vor Frelsers Sogn ligger Vor Frelsers Kirke og Getsemane Kirke.